# Мат Лукас
Матю Ричард Лукас (на английски: Matthew Richard Lucas) е английски актьор, сценарист, певец и писател.
Роден е на 5 март 1974 година в Лондон в еврейско семейство на собственик на предприятие за даване на коли под наем. Учи известно време в Бристълския университет, но не се дипломира, а започва да работи като комик и сценарист в телевизията, придобивайки известност със съвместната си работа с Дейвид Уолиамс в поредицата „Малката Британия“ („Little Britain“, 2003 – 2006). Снима се и в киното във филми, като „Шаферки“ („Bridesmaids“, 2011), „Алиса в Огледалния свят“ („Alice Through the Looking Glass“, 2016), „Полар“ („Polar“, 2019).

## Избрана филмография
- „Малката Британия“ („Little Britain“, 2003 – 2006)
- „Доктор Кой“ („Doctor Who“, 2005 – )
- „Алиса в Страната на чудесата“ („Alice in Wonderland“, 2010)
- „Шаферки“ („Bridesmaids“, 2011)
- „Падингтън“ („Paddington“, 2014)
- „Алиса в Огледалния свят“ („Alice Through the Looking Glass“, 2016)
- „Полар“ („Polar“, 2019)